# 998

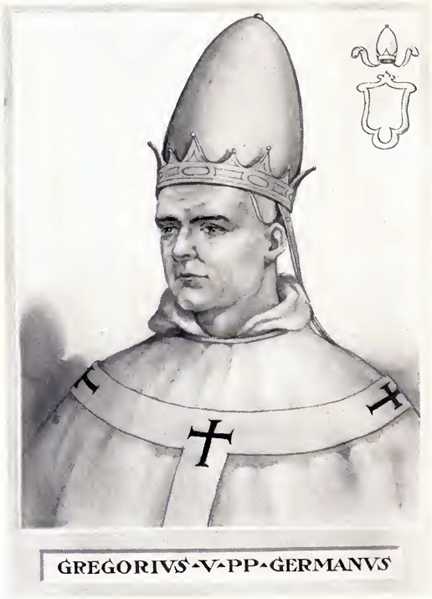
Paus Gregorius V (ca. 972 - 999)

Het jaar 998 is het 98e jaar in de 10e eeuw volgens de christelijke jaartelling.

## Gebeurtenissen

### Europa
- Voorjaar - Keizer Otto III bezet Rome en herstelt de macht in de pauselijke stad. Otto's voormalige leermeester, tegenpaus Johannes XVI, probeert te ontsnappen naar Campanië. Hij wordt achtervolgd en door keizerlijke troepen gevangengenomen. Johannes wordt vreselijk verminkt, zijn oren, neus en tong worden afgesneden en zijn ogen worden uitgestoken. Otto herstelt zijn neef, Gregorius V, opnieuw als paus van de Katholieke Kerk.
- Zomer - Samuel, heerser (tsaar) van het Bulgaarse Rijk, begint een militaire campagne tegen het koninkrijk Kroatië om een alliantie tussen het Servische vorstendom en de Byzantijnen te voorkomen. Hij verovert de stad Durrës en rukt op langs de Dalmatische kust. De Bulgaren worden na de belegering van vestingstad Zadar gedwongen zich terug te trekken naar het Kroatische achterland (nu onderdeel van Bosnië en Herzegovina).[1]
- Herfst - Otto III maakt Rome de administratieve hoofdstad van het Heilige Roomse Rijk en begint met de bouw van zijn keizerlijk paleis op de Palatijn (een van de Zeven Heuvels van Rome). Otto herstelt de oude senaat in zijn prominente positie en het Romeinse recht. Tevens neemt hij de titel van "Keizer van de Romeinen" aan. Hieraan voegt hij de apostolische devotieformule Servus Jesu Christi ("Dienaar van Jezus Christus" toe.[2]

### Religie
- Winter - Koning Robert II ("de Vrome") wordt geëxcommuniceerd door Gregorius V. Om bloedverwantschapsredenen wordt zijn tweede huwelijk met Bertha van Bourgondië niet geaccepteerd door de Katholieke Kerk.[3]

## Overleden
- 15 juli - Abul Wafa (58), Perzisch wiskundige en astronoom[4]
- 3 augustus - Hildebold, Duits bisschop en adviseur (r. 978 - 998)
- 15 augustus - Siegfried I (76), graaf van Luxemburg (r. 963 - 998)
- Æthelweard, Engels edelman en historicus (waarschijnlijke datum)